# 东北大学出版社
东北大学出版社是中华人民共和国的一家出版社，成立于1985年8月16日，社址位于辽宁省沈阳市，由中华人民共和国教育部主管，东北大学主办。